# Los Laureles (Piura)
Los Laureles es una localidad peruana ubicada en el distrito de Lalaquiz, perteneciente a la provincia de Huancabamba del departamento de Piura, al norte del Perú. 

## Ubicación
Los Laureles se ubica al noroeste de la provincia de Huancabamba, en el distrito de Lalaquiz, en el departamento de Piura.

## Demografía
En 2017 Los Laureles tenía una población de 5 habitantes.